# Poveda (film)
Pour les articles homonymes, voir Poveda (homonymie).
Pour plus de détails, voir Fiche technique et Distribution.
Poveda est un film historique espagnol sorti en 2016, réalisé par Pablo Moreno.

## Synopsis
En 1936 à Madrid, au début de la guerre civile espagnole, le prêtre catholique Pedro Poveda est arrêté par les républicains. Au long de ses interrogatoires, il évoque sa vie, depuis le service des pauvres des grottes de Guadix, jusqu'à son engagement pour l'éducation chrétienne des gens du peuple, ce qui l'a mené à la fondation à Oviedo de l'Institution Thérésienne (es). Il sera condamné à mort et fusillé.

## Fiche technique
- Titre : Poveda
- Réalisation : Pablo Moreno
- Scénario : Pedro Delgado, Pablo Moreno
- Genre : biographique, historique, religieux
- Musique : Oscar Martín Leanizbarrutia
- Production : Andrés Garrigó pour Goya Producciones
- Photographie : Rubén D. Ortega
- Montage : María Esparcia
- Durée : 110 minutes
- Pays de production :  Espagne
- Langue originale : espagnol
- Dates de sortie : 
  - Espagne : 4 mars 2016[1].
  - Italie : diffusion sur TV2000 (it) le 3 décembre 2017[2].

## Distribution
- Raúl Escudero : Pedro Poveda
- Elena Furiase : Pepita
- Miguel Berlanga : Felipe
- Fran Calvo : Manolo adulte
- Silvia García : Marina
- Javier Bermejo : Vicente
- Xiqui Rodriguez : Luis
- Alejandro Arroyo : don Maximiano
- Carlos Pinedo : don Gerardo
- Ainhoa Aldanondo : Amelia
- Dani Gómez : Carlos
- Carlos Cañas : Rodolfo
- Pablo Viña : José

## Récompense
Le film est récompensé du prix du Meilleur film, remis au producteur Andrés Garrigò lors du festival international du film catholique Mirabile Dictu de 2016.